# 球磨荘
球磨荘（くまのしょう）は、肥後国球磨郡一郡を領域とした荘園。球磨御領とも称された。

## 概要
元は平家政権の下で設定された蓮華王院を本所とする王家領であり、平頼盛をはじめとする平家一門もその経営に関わっていた。治承の乱の後、球磨荘は平家没官領として一部が没収の対象（ただし、頼盛の所領は後日返還）となり、建久3年〈1192年）に該当部分を王家領・関東御領・公領などに分割する片寄が実施され、人吉荘・永吉荘などが成立した。王家領とされた人吉荘には後に相良氏が地頭として入り、勢力の基盤としていくことになる。